# NGC 5355
NGC 5355 ist eine Linsenförmige Galaxie vom Hubble-Typ S0 im Sternbild Jagdhunde am Nordsternhimmel. Sie ist schätzungsweise 108 Millionen Lichtjahre von der Milchstraße entfernt und hat einen Durchmesser von etwa 40.000 Lj.

NGC 5355 ist Teil einer Galaxiengruppe, die auch unter dem Namen Hickson Kompakt Gruppe 68 bekannt ist. Dieser Gruppe gehören unter anderem die Galaxien NGC 5311, NGC 5313, NGC 5350, NGC 5353, NGC 5354 und NGC 5358 an.
Das Objekt wurde am 14. Januar 1788 von Wilhelm Herschel mit einem 18,7-Zoll-Spiegelteleskop entdeckt, der sie dabei mit „vF, S, iF“ beschrieb.